# Rezerwat przyrody Wiązy Reskie
Rezerwat przyrody Wiązy Reskie – leśny rezerwat przyrody położony w województwie zachodniopomorskim na terenie gmin Resko (powiat łobeski) i Płoty (powiat gryficki).
Obszar chroniony utworzony został 5 lutego 2016 r. na podstawie Zarządzenia Regionalnego Dyrektora Ochrony Środowiska w Szczecinie z dnia 14 stycznia 2016 r. w sprawie uznania za rezerwat przyrody „Wiązy Reskie” (Dz. Urz. Woj. Zach. z 2016 r. poz. 414). Powstał z inicjatywy Arkadiusza i Agnieszki Gawrońskich.

## Położenie
Rezerwat ma 34,24 ha powierzchni, z czego pod ochroną ścisłą 29,06 ha i pod ochroną czynną 5,18 ha. Obejmuje wydzielenia leśne w nadleśnictwie Resko: 52f, ~a (część), ~b (część), 52d, 53c (część), f (część), g, i, ~a, ~g, ~i (część), 53h, ~j, 54i, l, ~a (część), ~g (część), ~j (część), co odpowiada obrębom ewidencyjnym Czarne (fragmenty działek ewidencyjnych nr 52/1, 53/1, 54/1) i Policko (fragm. dz. ew. nr 52/2, 53/2). Najbliższymi miejscowościami są Czarne (ok. 0,9 km na zachód),  Policko (ok. 1,6 km na północny wschód) i Trzaski (ok. 1,3 km na południowy wschód; część sołectwa Policko).

## Charakterystyka
Celem ochrony rezerwatowej jest „utrzymanie naturalnych procesów zachodzących w wyróżniających się pod względem fitocenotycznym i florystycznym lasach łęgowych i olsowych wraz z występującą w obiekcie populacją podkolana zielonawego (Platanthera chlorantha)”. Występują tu kompleksy lasów z licznymi wiązami, jesionami i dębami. Szczególnie cenne są wiązy szypułkowe z okazami liczącymi do 160 lat.
Wśród ustalonych w 2016 zadań ochronnych rezerwatu znajdują się m.in. monitoring stosunków wodnych i sukcesji roślinnej, oznakowanie granic, likwidacja grodzeń i siatek.